# Achterhoek
Achterhoek (donjonjemački: Achterhook; nizozemski izgovor: [ˈɑxtərˌɦuk]) je regija na istoku Nizozemske.
Njegovo ime (što znači "stražnji kutak") geografski je prikladno jer se područje nalazi u najistočnijem dijelu Gelderlanda, a time i na istoku Nizozemske, koja se proteže u Njemačku. Područje Achterhoeka nalazi se između rijeka IJssel i Oude IJssel, i graniöi s pokrajinom Overijssel i nekadašnje grofovije Zutphen. Regija je uglavnom ruralna, s puno otvorenog prostora, šuma i farmi. Područje oko grada Winterswijk smatra se vrlo lijepim.

## Jezik
Izvorni jezik Achterhoeka je Achterhoeks, varijanta donjeg saskog. Jezik se također može razlikovati po općini/gradu, čak i na takav način da će osoba koja govori varijanti "Grol" (tj. dijalekt Groenla) drugačije izgovarati od osobe iz Winterswijka koji je samo 10 km istočno, iako će se vjerojatno međusobno razumjeti. Broj stanovnika čiji je jedini jezik Achterhooks uvelike je smanjen tijekom proteklih 60 godina, stanovnici se podučavaju u školama na standardnom nizozemskom, a dijalekt se govori (ponekad) kod kuće. Djelomično zbog imigracije izvan područja Achterhoeka i učinaka nacionalne vlade, nizozemski jezik ima značajan utjecaj na dijalekt. Mnoge su stare riječi zaboravljene i zamijenjene njihovim nizozemskim izvedenicama.

## Općine u Achterhoeku
Najveći gradovi u Achterhoeku su: Doetinchem, Winterswijk i Zutphe. Doesburg i Zutphen su stari hanseatski gradovi. Oba imaju središta s dobro očuvanim povijesnim građevinama.
- Aalten

- Berkelland

- Bronckhorst

- Doesburg

- Doetinchem

- Lochem

- Montferland

- Oost Gelre

- Oude IJsselstreek

- Winterswijk

- Zutphen